# Єлена Рістеська
Єлена Рістеська (мак. Елена Ристеска; 27 квітня 1986, Скоп'є) — македонська співачка та авторка пісень. Представляла Македонію на пісенному конкурсі «Євробачення-2006» в Афінах з піснею «Ninanajna», здобувши 12-те місце, найвище, яке коли-небудь займала Македонія. Також інколи Рістеська пише тексти пісень для таких виконавців як 4Play, Ламбе Алабакоского та Александра Пілева.